# Гърци в Турция
Гърците (на турски: Türkiye Yunanları; на гръцки: Έλληνες στην Τουρκία) са малочислена етническа група в Турция. Според оценки на Hellenic Resources Network техният брой е около 3000 души. Те населяват основно град Истанбул и островите на запад от Дарданелите – Имброс и Тенедос.